# هانا هارت
هانا هارت (انگلیسی: Hannah Hart؛ زادهٔ ۲ نوامبر ۱۹۸۶) شخصیت مشهور اینترنتی، کمدین، هنرپیشه، آشپز و پدیدآور اهل ایالات متحده آمریکا است. وی از سال ۲۰۱۱ میلادی تاکنون مشغول فعالیت بوده‌است.
از فیلم‌ها یا مجموعه‌های تلویزیونی که وی در آن‌ها نقش داشته است می‌توان به آشپرخانه مست من اشاره نمود.